# 江有本
江有本（1723年—1790年），字濟川，號自眠，貴州黎平府開泰縣人，乾隆二十四年（1759年）己卯科鄉試第十八名舉人，乾隆三十一年（1766年）丙戌科進士。三十一年六月授平越府教授，乾隆四十五年冬月任四川省順慶府鄰水縣知縣。